# Lyndeborough
Lyndeborough es un pueblo ubicado en el condado de Hillsborough en el estado estadounidense de Nuevo Hampshire. En el Censo de 2010 tenía una población de 1683 habitantes y una densidad poblacional de 21,28 personas por km².

## Geografía
Lyndeborough se encuentra ubicado en las coordenadas 42°54′15″N 71°46′17″O / 42.90417, -71.77139. Según la Oficina del Censo de los Estados Unidos, Lyndeborough tiene una superficie total de 79.08 km², de la cual 78.78 km² corresponden a tierra firme y (0.38%) 0.3 km² es agua.

## Demografía
Según el censo de 2010, había 1683 personas residiendo en Lyndeborough. La densidad de población era de 21,28 hab./km². De los 1683 habitantes, Lyndeborough estaba compuesto por el 94.71% blancos, el 0.83% eran afroamericanos, el 0.3% eran amerindios, el 0.83% eran asiáticos, el 0% eran isleños del Pacífico, el 0.83% eran de otras razas y el 2.5% pertenecían a dos o más razas. Del total de la población el 1.6% eran hispanos o latinos de cualquier raza.